# 131-я смешанная авиационная эскадрилья ВВС Балтийского флота
131-я отдельная авиационная эскадрилья ВВС Балтийского флота —  воинское подразделение вооружённых сил  СССР в Великой Отечественной войне.

## История
Эскадрилья, по всей вероятности, сведена из наиболее боеспособных экипажей 2-го учебного резервного авиационного полка ВВС Балтийского флота, под названием 1-й запасной авиационной эскадрильи и в конце июля - начале августа 1941 года получила номер 131.
В составе действующей армии во время ВОВ c 22 июня 1941 по 20 октября 1941 года.
Действовала над Прибалтикой и Ленинградской областью с начала войны, как 1-я запасная эскадрилья и до осени 1941 года.
20 октября 1941 года расформирована.

## Полное наименование
131-я отдельная авиационная эскадрилья ВВС Балтийского флота

## Подчинение
| Дата            | Флот            | Армия | Корпус | Полк | Примечания |
| --------------- | --------------- | ----- | ------ | ---- | ---------- |
| 22.06.1941 года | Балтийский флот | -     | -      | -    | -          |
| 01.07.1941 года | Балтийский флот | -     | -      | -    | -          |
| 10.07.1941 года | Балтийский флот | -     | -      | -    | -          |
| 01.08.1941 года | Балтийский флот | -     | -      | -    | -          |
| 01.09.1941 года | Балтийский флот | -     | -      | -    | -          |
| 01.10.1941 года | Балтийский флот | -     | -      | -    | -          |